# Zibbz
ZiBBZ er en schweizisk duo, der består af Corinne Gfeller og Stefan Gfeller. De repræsenterede Schweiz i Eurovision Song Contest 2018 med sangen "Stones". De opnåede en 13. plads i Semifinale 1, og derfor kvalificerede de sig ikke til finalen.